# برای همیشه، لولو (فیلم ۱۹۸۷)
برای همیشه، لولو (به انگلیسی: Forever, Lulu) فیلمی محصول سال ۱۹۸۷ و به کارگردانی آموس کولیک است. در این فیلم بازیگرانی همچون هانا شیگولا، دبی هری، الک بالدوین، پال گلیسون، آنی گلدن، جاناتان فریمن و وین نایت ایفای نقش کرده‌اند.